# Chiesa della Riconciliazione
La chiesa della Riconcliliazione (in tedesco Versöhnungskirche) è una chiesa luterana della città tedesca di Lipsia, nel quartiere di Gohlis.
Costituisce un importante esempio di architettura ecclesiale moderna.

## Storia
La chiesa fu costruita dal 1929 al 1931 su progetto di Hans Heinrich Grotjahn nello stile architettonico detto "nuova oggettività".

## Caratteristiche
Si tratta di un edificio con struttura portante in calcestruzzo armato, a navata unica priva di pilastri interni; superiormente si aprono i matronei che ospitano l'organo.
Sul lato occidentale si erge la torre campanaria.